# Alfonso Crippa
Alfonso Ambrogio Crippa (Crenna, 2 febbraio 1905 – Besnate, 4 dicembre 1983) è stato un ciclista su strada italiano.
Professionista dal 1928 al 1931.

## Carriera
Dopo aver fatto una buona carriera da dilettante, passò tra i professionisti con la maglia della Touring-Pirelli. Poche tuttavia le soddisfazioni: alcuni successi in corse minori nel 1929 e qualche piazzamento in tappe del Giro d'Italia e del Tour de France. Al Giro fu infatti secondo nella nona tappa del 1929 quella che arrivava a Orvieto dietro Alfredo Binda e nella stessa stagione fu secondo anche nella quinta tappa del Tour che arrivava a Vannes dietro Gustaaf Van Slembrouck.

## Palmarès
- 1926 (dilettanti)

Coppa Città di Busto Arsizio
- 1929

Giro del Penice

## Piazzamenti

### Grandi Giri
- Giro d'Italia

1929: 18º
1930: 28º
1931: 24º
- Tour de France

1929: ritirato

### Classiche monumento
- Milano-Sanremo

1928: 32º
1930: 15º
1931: 32º
- Giro di Lombardia

1928: 9º
1930: 8º